# Königreich Yvetot
Das Königreich Yvetot war ein souveränes Allod innerhalb Frankreichs, dessen Herren den Königstitel annahmen.

## Territorium
Das Territorium, das diesem Fürstentum entspricht, überschritt die gegenwärtigen Grenzen der Stadt Yvetot, da es auch die Gemeinden Saint-Clair-sur-les-Monts, Sainte-Marie-des-Champs und Écalles-Alix umfasste.

## Legenden
- Einer Legende nach, die von Robert Gaguin überliefert wird, floh Gautier von Yvetot, Kammerherr des fränkischen Königs Chlothar I. von dessen Hof, als er die Gunst des Königs verloren hatte. Nach zehnjähriger Abwesenheit kehrte er zurück, ausgestattet mit Empfehlungsschreiben des Papstes, um sich seinem König zu Füßen zu werfen. Chlothar jedoch tötete ihn am Karfreitag in der Kirche von Soissons mit eigener Hand. Papst Agapet I. (535–536) drohte nun dem König, ihn zu exkommunizieren. Um dem päpstlichen Zorn zu entgehen, machte Chlothar zugunsten der Nachkommen Gautiers die Herrschaft Yvetot zum Königreich.[1]

- Ein anderer Ursprung wurde 1904 in der Zeitschrift Gotha français[2] des Institut national héraldique français[2][3] mitgeteilt:

„Wilhelm der Eroberer stürzte bei der Landung in England, was er mit den Worten erklärte: ‚Ich habe gerade das Land in Besitz genommen, das ich erobern muss.‘ Aber diese Geistesgegenwart war nicht spontan, da sein Narr Ansfeld diese Antwort dem Herzog der Normandie zugeflüstert hatte. Wilhelm war nicht undankbar, er belohnte das Bonmot mit einem Königreich, und die Nachkommen Ansfelds wurden berufen, über Yvetot und seine abhängigen Gebiete zu herrschen. Die Geschichte hat sachlich die Taten dieser Kleinherrscher aufgezeichnet. So hebt Martin I. im 15. Jahrhundert eine Armee aus, besucht seinen Cousin, den König von Frankreich, schlägt Münzen mit seinem Abbild usw. Geht nach Cluny, dort werden Ihr eine Medaille finden, auf der Martin auf seinem Thron dargestellt wird und einen Wirt namens Boliée zum Ritter schlägt. Unglücklicherweise für Martin I. hatte der König von Frankreich die fatale Idee, ‚seinen Cousin‘ in Yvetot zu besuchen. Karl VI. kam mit einem solchen Gefolge, dass jeder im Königreich verschlungen worden wäre. Als der König von Frankreich abreiste und seine Adligen mitnahm, musste der arme Martin I., vollständig ruiniert, den Konkurs erklären. Das war das Ende seiner Dynastie. Am 2. Mai 1401 übergab Martin sein Königreich an Pierre de Villaines, einen wohlhabenden Anwalt aus Rouen, dessen Macht vom König von Frankreich anerkannt wurde. Villaines führte als Pierre I. die Tradition fort. Er rettet Karl VII. und wird von den Engländern aus seinem Reich verbannt, weil er Jeanne d’Arc geholfen hat. Der König von Frankreich stellt natürlich seinen Thron mit allen Rechten wieder her. Zwei Jahrhunderte später finden wir einen Martin II. du Bellay, einen großen Freund des Königs von Navarra, obwohl er ein guter Katholik ist. 1592 trifft Heinrich IV. auf seinem Zug gegen den Herzog von Mayenne in Yvetot ein. Er genießt es, dieses winzige Königreich zu erobern. Dieser Scheinkrieg dauert eine Stunde und endet mit der Einladung des Königs Martin zum Abendessen. König Heinrich akzeptiert und speist ‚Kraftspeck und Brathähnchen‘. Heinrich IV., nun einer der mächtigsten Könige der Welt, vergisst seinen Freund Martin II. nicht. Er lädt ihn an seinen Hof ein und möchte, dass ihm die Ehren eines Souveräns zuteilwerden. ‚Er ist ein kleiner König, meine Herren‘, sagte er zu den scherzenden Höflingen, ‚aber er ist trotzdem ein König.‘ Es wird gesagt, dass Ludwig XIV. selbst keine Angst hatte, die Souveränität seines winzigen ‚Cousins‘ offiziell anzuerkennen. Eines Tages, als der große König die Hauptstraße von Yvetot befuhr, sprach ein Offizier ihn an und rief: ‚Sire!‘ – ‚Wissen Sie nicht, Monsieur‘, sagt Ludwig lachend, ‚dass ich kein Sire bin, dieser Titel gebührt meinem Bruder Yvetot.‘ Höchste Weihe: Guillaume-Claude, letzter Herrscher dieses kleinen Staates, starb auf dem revolutionären Schafott. Ernster Grund zum Philosophieren: ein König der Lieder und der komischen Oper, der mit seinem Kopf die souveränen Ehren bezahlt, die er für das Lachen seiner ‚Cousins‘, der mächtigen Könige von Frankreich, erhielt.“

## Geschichte
Die Chronik der Abtei Fontenelle aus dem 9. Jahrhundert erwähnt Yvetot nicht. Die Ursprünge des Königreichs Yvetot bleiben im Dunkeln, obwohl zahlreiche Hypothesen vorgebracht wurden. Der Name „Yvetot“ tritt erstmals 1021 in einer Schenkungsurkunde des Herzogs Richard II. an die Abtei Fontenelle auf, in der das Gebiet von Yvetot als Lehen der Herzöge von Normandie bezeichnet wird.
1066, zur Zeit der normannischen Eroberung Englands erwähnen die Chronisten einen „Sieur d’Yvetot“ mit Namen Jean als einer der vielen Herren, die in der Schlacht von Hastings kämpften. 1147 begleitete Gaulthier d’Yvetot König Heinrich II. von England auf dem Zweiten Kreuzzug. 1152 tritt der gleiche Gaulthier der Abtei Saint-Wandrille zwei Drittel des Zehnt seiner Kirche ab.
Sicher ist, dass das Königreich 1392 durch einen Beschluss des Échiquier de Normandie (Schatzkanzler der Normandie) offiziell anerkannt wurde, wodurch der Herr von Yvetot den Königstitel erhielt. Ludwig XI. anerkannte 1464, dass das Land Yvetot keinen Tribut schuldig sei. In einem Patentbrief vom Mai 1543 erklärt Franz I., die Beschlagnahme des Lehens Yvetot durch den Bailli de Caux für nichtig.
Das Parlement der Normandie, dass lange Zeit den Privilegien der Könige von Yvetot mit einem eifersüchtigen Auge zugesehen hatte, erreichte nach zahlreichen vergeblichen Versuchen, dem ein Ende zu machen, von König Heinrich II. 1555, mehrere „lettres de jussion“ (versiegelte Anordnungsbriefe), dass die königliche Immunität entzogen wurde.
Von diesem Moment an ist Yvetot kein Königreich mehr, da es ohne das Recht auf souveräne Justiz kein wirkliches Königshaus mehr geben kann. Bis zur Revolution führten die Herren von Yvetot den Titel eines Fürsten in öffentlichen und privaten Handlungen, obwohl man ihnen aus Gewohnheit weiterhin den Königstitel gab. 1789 wurde das Fürstentum Yvetot mit Frankreich vereinigt.

### Herren, Könige und Fürsten von Yvetot
Familie Yvetot
- Huon d'Yvetot
- Hellin d'Yvetot (992 - †1043)
- Hellin d'Yvetot (1024 - †1079)
- Auffroy d'Yvetot (†1050), Sieur d'Yvetot
- Robert d'Yvetot (1085 - †1148), Seigneur d'Yvetot
- Jean I. d'Yvetot (1110 - †1165), Seigneur d'Yvetot et de Yerville
- Gaulthier d'Yvetot (1140 - †1197), Seigneur d'Yvetot et d’Auzebosc
- Richard d'Yvetot (1175 - †1234), Seigneur d'Yvetot et de Touffreville
- Richard d'Yvetot (1218 - †1276), Seigneur d'Yvetot et de Touffreville
- Jean II. d'Yvetot, (1250 - †1297), Seigneur et Châtelain d'Yvetot, Seigneur d’Auffargis
- Jean III. d'Yvetot, (1282 - †1352), Sire et Comte d'Yvetot, Seigneur d’Auffargis, de Taillanville (Saint-Clair-sur-les-Monts) et de La Rivière-Bourdet
- Jean IV. d'Yvetot, Roi d'Yvetot (um 1372)
- Martin d'Yvetot, Roi d'Yvetot (dessen Sohn)

Familie Villaines
- Pierre I. de Villaines dit "le Bègue", († vor 1413) Roi d'Yvetot, Kammerherr des Königs von Frankreich, kauft Yvetot.
- Pierre II. de Villaines († 1415 in der Schlacht von Azincourt) (dessen Sohn)
- (?) Pierre III. de Villaines.

Yvetot wird von den Engländern beschlagnahmt, John Holland, Bürgermeister von Bordeaux, wird Roi d'Yvetot
Familie Chenu
- Guillaume I. Chenu († vor 1465), Chevalier, Roi d'Yvetot, Capitaine de Harfleur, dann Capitaine de Pontoise, Kammerherr Ludwigs XI., Erbe des Hauses Villaines
- Jacques I. Chenu (†1485), Roi d'Yvetot, Seigneur de Saint-Aigna (dessen Sohn)
- Jehan Baucher I. (†1500), Roi d'Yvetot, Seigneur de la Forest, (dessen Schwiegersohn, ohne Nachkommen)
- Perrot (Pierre I.) Chenu, Bruder von Jacques Chenu, übernimmt Yvetot 1498, Roi d’Yvetot, Seigneur de Saint-Clair-sur-les-Monts etc., Capitaine de Péronne für Ludwig XII.
- Pierre Chenu, Roi d'Yvetot, Seigneur du Portereau (dessen Sohn)

Famille Le Bellay (de Langey)
- Martin II. du Bellay (1494-†1559), Roi d'Yvetot, Seigneur de Langey, Gesandter Franz’ I. und Gouverneur der Normandie, wird Roi d’Yvetot durch seine Ehe mit Isabeau Chenu (1518-†1589).
- Marie du Bellay, Princesse d'Yvetot (deren Tochter)

Familie Le Bellay (de Gizeux)
- René du Bellay (†1606), Prince d'Yvetot durch seine Ehe mit Marie du Bellay, Princesse d'Yvetot
- Martin du Bellay (1571 -†1637), Prince d'Yvetot, Seigneur de Gizeux (deren Sohn)

Famille Appelvoisin
- René d'Appelvoisin, Prince d'Yvetot durch seine Ehe mit Anne du Bellay, Tochter von Marie und René du Bellay
- Marie d'Appelvoisin, Princesse d'Yvetot (deren Tochter)

Famille Crevant
- Bonaventure-Claude, Marquis de Crevant (1627-†1676), Prince d'Yvetot, Seigneur de Bruilles durch seine Ehe mit Marie d'Appelvoisin
- Julie Françoise de Crevant (1670-†1698), Princesse d'Yvetot (deren Tochter)

Familie Albon de Saint-Forgeux
- Camille d’Albon de Saint-Forgeux (1663-†1729), Prince d’Yvetot (Ehemann von Julie de Crevant)
- Julie Claude Hilaire d’Albon de Saint-Forgeux (1695-†1748), deren Tochter, heiratete am 16. Februar 1711 im Château d’Avauges (Saint-Romain-de-Popey) Claude d'Albon, Comte de Saint-Marcel-d'Urfé (1687–1772). Ihr Kind ist:
  - Diane d'Albon (1716–1773), heiratete am 18. November 1739 in Saint-Pierre-le-Vieux, Lyon, Gaspard Nicolas de Vichy
  - Julie de Lespinasse (1732–1776), deren Tochter.

Familie Albon de Galles
- Claude, Comte d’Albon de Galles (1687-†1772), Prince d’Yvetot nach dem Tod seiner Frau Julie Claude Hilaire d’Albon de Saint-Forgeux, Tochter von Camille d’Albon de Saint-Forgeux, Marquis de Saint-Forgeux, Seigneur de Saint-Marcel, de Cezay, de Nolieu, de Largentiere, de la Foret etc.
- Camille-Alix-Eleonor-Marie, Comte d'Albon (1724–1789), Prince d'Yvetot, Marquis de Saint-Forgeux (dessen Sohn)
- Claude-Francois-Camille, Comte d’Albon (1753-†1789), Prince d’Yvetot (dessen Sohn).